# روی عروسک
روی عروسک (به انگلیسی: On the Doll) یک فیلم درام بلند آمریکایی محصول سال ۲۰۱۰ به کارگردانی توماس میگنانه است.

## بازیگران
- بریتنی اسنو در نقش بالری
- جاش جانوویسز در نقش جارون
- استفن سوآن در نقش تری
- کلین کرافورد در نقش وس
- شانا کالینز در نقش چنتل
- جیمز روسو در نقش جانیتور
- پل بن-ویکتور در نقش آقای گرت
- مارکوس جیاماتی در نقش عمو لو
- آنجلا سارافیان در نقش تارا
- کندیس آکولا در نقش ملودی
- کلویی دمونت در نقش کورتنی
- ایتن کوهن در نقش برایان
- نولان نورث در نقش چارلی
- ترزا راسل در نقش دیان
- داو باز در نقش ریک